# Komedija človeškega tkiva
Komedija človeškega tkiva (1980) je avtobiografski roman slovenskega pisatelja Vitomila Zupana in opisuje prvih trideset let avtorjevega življenja.

## Vsebina
Zgodba je sestavljena iz avtorjevih eksistencialnih razmislekov in opisov svojega otroštva, mladostništva in kasnejših let.
V prvi knjigi avtor govori o svoji mladosti. Opisuje pogreb svojega najboljšega prijatelja in ljubimkovanje s Sipkotovo punco. Ob prijateljevi smrti čuti žalost in praznino.
Pripoveduje o prvem srečanju s svojima prijateljem Robijem in Sipkotom. Zbližali so se, ko so porazili skupino starejših dečkov in prevzeli kurjenje njihovega kresa. Ko so s prijatelji ugasnili kres, so odšli k staremu Bergantu, ki je tisti večer umrl. Tam je bila tudi njegova žena Bujna, s katero je pripovedovalec doživel svojo prvo seksualno izkušnjo. Skozi roman govori še o mnogih drugih ženskah in spolnih odnosih z njimi. Pripoved se prepleta z Zupanovimi mislimi o pisanju in pisateljskem poklicu. Ne ve, o čem in kako naj piše, ampak ve, da v tem uživa in je v tem dober. Zanj je pisanje nuja.
V študentskih letih se začne bolj resno ukvarjati s pisanjem, dan in noč bere filozofske in literarne spise, hkrati pa se ilegalno ukvarja z amaterskim boksom. Spoprijatelji se z Mihaelom, s katerim si izmenjujeta napisano in to poizkušata izboljšati.
Druga knjiga se začne z opisom kvartopirskih večerov, ki so se mnogokrat odvijali pozno v noč in so bili pripovedovalčeva velika strast.
Zupan opisuje življenje v koncentracijskem taborišču v Gonarsu , kamor so ga poslali fašisti. Zaradi svojih spisov postane sumljiv in je odpeljan na zasliševanje. Tam ga pretepajo, ker mislijo, da skriva šifre OF. Izvejo, da so na papirjih le verzi angleškega pesnika.
Po vojni so ga v takratni domovini Jugoslaviji politično preganjali in poslali v zapor.

## Literarna kritika in literarna zgodovina o romanu
- "Eden ključnih Zupanovih romanov, izšel je leta 1980, v času največje pisateljeve ustvarjalne moči (Igra s hudičevim repom je izšla dve leti poprej, Levitan pa dve leti pozneje), je bil ponovno izdan ob stoletnici avtorjevega rojstva. Obsežno delo bralcu ponuja silovito, pretežno avtobiografsko, a tudi esejistično obteženo pripoved prvih tridesetih let njegovega življenja, ki je bilo polno pustolovskih avantur in nepredvidljivih erotičnih razmerij, kar vse poteka na ozadju druge svetovne vojne, med katero je Zupan najprej deloval v OF, potem bil interniran v taborišču; kasneje pa je izkusil tudi politični zapor. Eruptivno." (Rugelj S., Bukla 103)

- "Osrednji junak je danes še bolj izstopajoč, saj združuje izginule lastnosti samoniklosti. Potepuh, boksar, klatež in vojak, skozi njegove objeme se menjavajo ženska imena: Elvira, Rada, Ljudmila etc.; do polnoči sem obdeloval teto, po polnoči sem se preselil na njeno hčer. A obenem lik, ki se vseskozi preživlja sam: zdaj dela na ladji, drugič je smučarski učitelj, spet zdaj piše literaturo, spet drugič bo učitelj plavanja. Vendar po esenci ni bonvivan, temveč erudit: globoko v noč študira Aristotela in Platona, da bi spoznal fašizem, po kosilu prebira nemški prevod Mussolinijevega romana, četudi je študent tehnične fakultete, hodi na predavanja Izidorja Cankarja o umetnostni zgodovini, ko kot študent sreča prijatelja, oba iz žepa potegneta literarni spis in si bereta, se na pamet uči Danteja v italijanščini, pred spancem čita angleško knjigo etimoloških izpeljav, je doma v klasičnih jezikih. Vedno bo gost življenja, pa četudi v taborišču, med partizani ali v zaporih. A hkrati roman presega subjektivnost junaka, saj prinaša duh časa – vsakdanje bivanje v tridesetih in štiridesetih letih, ki ga v zgodovinah ne najdemo. Ki pri njem izstopa iz dihotomije dobrih in zlih; ko ga okupatorji med racijo aretirajo, pri njem najdejo nekaj popisanih papirjev, zaradi katerih ga dva dni pretepajo kot psa, da bi izvedeli šifre OF, potem pa fašistični zasliševalec v njih prepozna poemo angleškega literata Tennysona, se mu opraviči rekoč – služba je služba, mu ponudi konjak, začne pogovor o Baudelairu in ga vrne na prostost. Komedija življenjskega tkiva." (Nežmah, B. 2014. Vitomil Zupan: Komedija človeškega tkiva. Mladina. 24)